# 吉祥寺塔
吉祥寺塔，位于中国福建省古田县新城镇松台山，为一个省级文物保护单位，类型为古建筑及历史纪念建筑物，为第一批福建省文物保护单位，公布时间为1961年5月10日。
吉祥寺塔的历史年代为宋。